# 马迹山岛
30°40′00″N 122°25′00″E / 30.66667°N 122.41667°E
马迹山是浙江省嵊泗县泗礁山南的一座小岛，面积1.491平方公里，包括1999～2000年宝钢矿石中转基地建设工程中围垦的0.467平方公里土地。原为孤立岛屿。舟山市实施小岛迁建工程后，岛上大部分人口已经迁至泗礁山南的马关。目前大部分土地为宝钢矿石中转基地用地，并建有大桥连通中柱山和泗礁山。1953年前曾為浙江省和江蘇省的分界線。

## 延伸阅读
[在维基数据编辑]
 《欽定古今圖書集成·方輿彙編·山川典·馬跡山部》，出自陈梦雷《古今圖書集成》